# Electroswing
Electroswing is een combinatie van jazz, house, electro en dance. Verschillende artiesten zoals Parov Stelar en Caravan Palace maken muziek in dit genre.